# Francesco Nerli (1594-1670)
Pour les articles homonymes, voir Francesco Nerli et Nerli.
Francesco Nerli, seniore (né en 1594 à Florence  en Toscane, et mort le 6 novembre 1670 à Rome) est un cardinal italien du XVIIe siècle. Il est l'oncle du cardinal Francesco Nerli, iuniore (1673).

## Biographie
Francesco Nerli est référendaire au tribunal suprême de la Signature apostolique. Il est élu évêque de Pistoia en 1650 et promu à l'archidiocèse de Florence en 1652. De 1660 à 1669 il est secrétaire des brefs des princes.
Le pape Clément IX le crée cardinal lors du consistoire du 29 novembre 1669.
Nerli participe au conclave de 1669-1670 (élection de Clément X) et au conclave de 1676 (élection d'Innocent IX).